# Воронина, Вера
Ве́ра Воро́нина, в замужестве — Авра́мова (1904, Одесса, Российская империя — 1942) — европейская актриса

 русского происхождения.

## Биография и карьера
Она родилась в Одессе, тогда входившей в состав Российской империи, но её семья бежала после Революции 1917 года в России.
Она снималась в фильмах в нескольких странах, включая Германию, Великобританию, Швецию и США. С 1926 по 1929 год Вера сыграла, по имеющимся данным, в 12-ти фильмах. С появлением звуковых фильмов, её короткая, но впечатляющая карьера в кино закончилась.
Информация о её жизни очень скудна, и даже год её смерти оспаривается. Она прибыла в США в январе 1927 года и оставалась там около двух лет. В то время её звали Вера Аврамова, ей было 22 года, будучи уроженкой Одессы, она путешествовала со своим мужем, 34-летним адвокатом Николаусом Аврамовым, родившимся в Киеве.

## Фильмография
| Год  |   | Русское название              | Оригинальное название                           | Роль                 |
| ---- | - | ----------------------------- | ----------------------------------------------- | -------------------- |
| 1926 | ф | Акулы послевоенного периода   | Haifische der Nachkriegszeit                    |                      |
| 1926 | ф | Зятья                         | Schwiegersöhne                                  |                      |
| 1926 | ф | Сердце немецкой матери        | Das deutsche Mutterherz                         |                      |
| 1926 | ф | Она единственная              | Hon, den enda                                   | Долорес дель Прадо   |
| 1927 | ф | Охотничья башня               | Huntingtower                                    | Принцесса Саския     |
| 1927 | ф | Вихрь молодости               | The Whirlwind of Youth                          | Элоиз                |
| 1927 | ф | Время любить                  | Time to Love                                    | Графиня Эльвир       |
| 1928 | ф | Патриот                       | The Patriot                                     | мадемуазель Лопухина |
| 1928 | ф | Рассказы из Венского леса     | G'schichten aus dem Wienerwald                  | Лори Штайнмайер      |
| 1929 | ф | Унаследованные страсти        | Vererbte Triebe: Der Kampf ums neue Geschlecht  |                      |
| 1929 | ф | Почему я плачу на вечеринках? | Wer wird denn weinen, wenn man auseinandergeht? | Памела, его партнёр  |
| 1929 | ф | Зов крови                     | Hrísná krev                                     | Вера                 |